# Rocheville
Rocheville – miejscowość i gmina we Francji, w regionie Normandia, w departamencie Manche.
Według danych na rok 1990 gminę zamieszkiwało 527 osób, a gęstość zaludnienia wynosiła 52 osoby/km² (wśród 1815 gmin Dolnej Normandii Rocheville plasuje się na 420. miejscu pod względem liczby ludności, natomiast pod względem powierzchni na miejscu 497.).